# Jason Citron
Jason Citron, né le 21 septembre 1984 à San Francisco (Californie), est un homme d'affaires américain, cofondateur, membre du conseil de direction et ancien directeur général de Discord, une plateforme sociale de messagerie instantanée. Il est également fondateur d'OpenFeint, une plateforme dédiée aux jeux mobiles,.

## Biographie

### Origines familiales, jeunesse, éducation
Jason Citron est né le 21 septembre 1984 à San Francisco, en Californie, dans une famille juive ashkénaze avec une solide expérience en affaires et en technologie,. Son grand-père joue un rôle essentiel dans sa fascination précoce pour la technologie en lui offrant son premier ordinateur. À l'âge de 13 ans, Citron connait déjà la programmation, apprenant lui-même le QBasic et créant son premier jeu vidéo. Jason Citron s'inscrit ensuite à l'Université Full Sail à Winter Park, en Floride, et obtient une licence (bachelor) en Game Design et développement de jeux en 2004.

### Carrière
Citron cofonde le studio de développement de jeux mobiles Aurora Feint avec Danielle Cassley en 2008. Aurora Feint développe notamment OpenFeint, une plateforme sociale de jeux mobiles. OpenFeint connait un succès conséquent et est finalement vendu à la société japonaise GREE pour 104 millions de dollars en 2011,. En 2012, Citron fonde Hammer & Chisel, une société de jeux qui vise à créer des jeux mobiles de haute qualité. L'entreprise change de cap lorsque Citron remarque le besoin de meilleurs outils de communication pour les joueurs, ce qui conduit à la création de Discord en 2015. Discord devient rapidement une plateforme de communication populaire, initialement parmi les joueurs, mais s'étendant plus tard à un public plus large. En 2024, sous la direction de Citron, Discord est devenue une entreprise valorisée à hauteur de plusieurs milliards de dollars, avec plus de 150 millions d'utilisateurs actifs par mois.
Le 23 avril 2025, Discord annonce le départ de Jason Citron du poste de PDG de l'entreprise, au profit de Humam Sakhnini. Citron reste cependant membre du conseil d'administration de Discord, et conseiller du nouveau PDG.